# Pathompong Sombatpiboon
Pathompong Sombatpiboon (tiếng Thái: ปฐมพงศ์ สมบัติพิบูลย์; 9 tháng 10 năm 1961 –) là ca sĩ và nhạc sĩ nhạc rock người Thái Lan. Anh ấy là giọng ca chính của ban nhạc rock Thái Lan, Stone Metal Fire và The Sun.

## Đĩa nhạc

### The Olarn Project
- 1987 : "February 1985"
- 1989 : "Hoo Lek"

### The Sun
- 1996 : "The Sun"
- 1998 : "Tiger, Lion, Bull, Rhico"
- 2000 : "The Road of the Sun" (Hãng đĩa : Bakery Music)

### Ca sĩ đơn ca
- 2002 : "The Game"
- 2003 : "Sexperience"